# 아부그라이브 교도소 가혹행위 사건

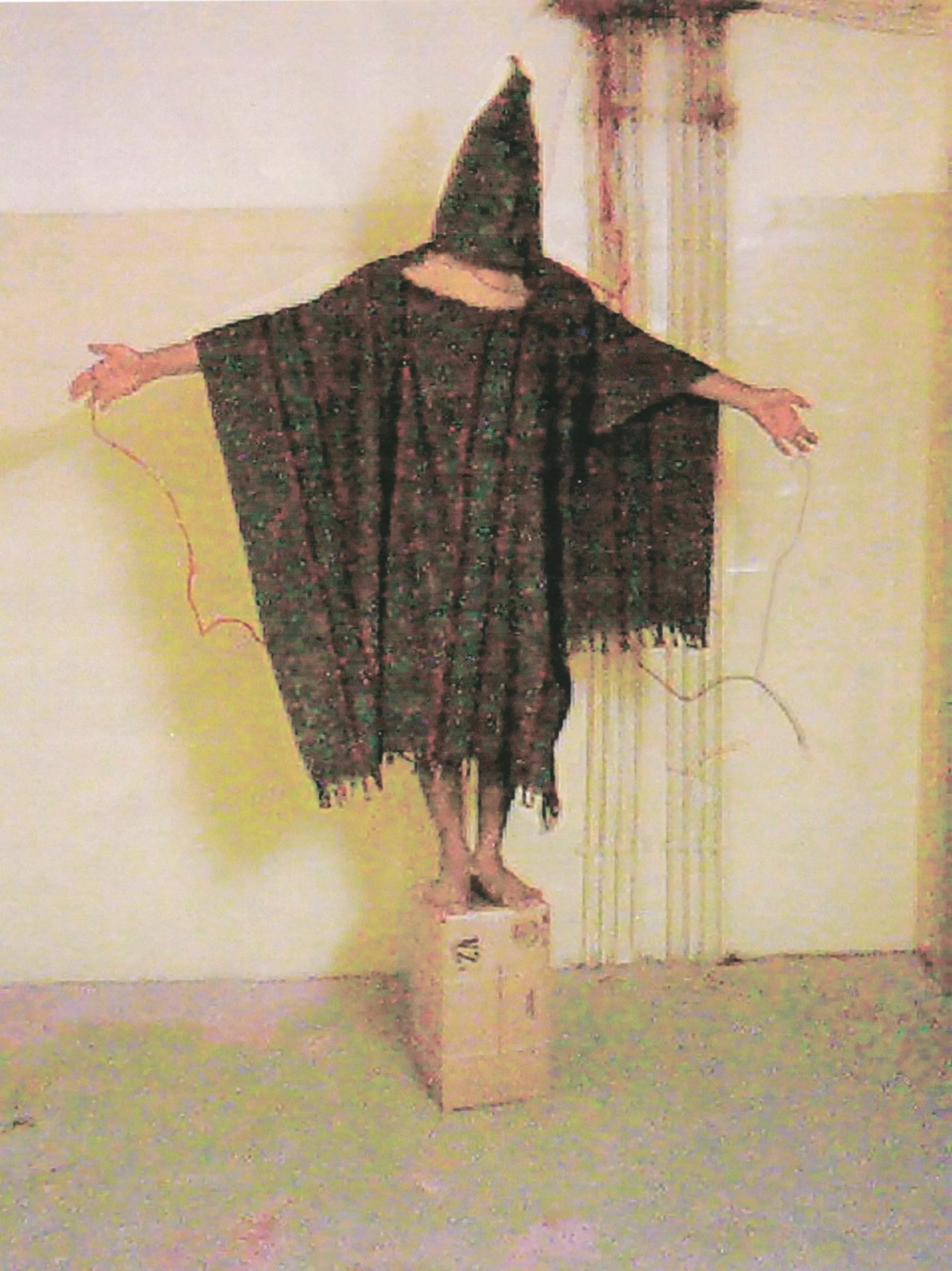
《후드를 쓴 남자》로 알려진, 고문당하는 수감자(압두 후세인 사드 팔레)의 모습은 국제적으로 악명높은 상징이 되었으며, 결국 《이코노미스트》의 표지를 장식하게 되었다.

아부그라이브 교도소 가혹행위 사건(영어: Abu Ghraib torture and prisoner abuse)은 이라크 전쟁 초기, 미국 육군과 중앙정보국(CIA) 요원들이 이라크 아부그라이브 교도소에서 수감자들에게 인권 침해와 전쟁 범죄를 저지른 일련의 사건이다. 이러한 가해 행위에는 신체적 학대, 성적 굴욕감 주기, 육체적·정신적 고문, 강간뿐만 아니라 마나델 알자마디 살해 및 시신 훼손이 포함되었다. 2004년 4월 CBS 뉴스가 관련 사진을 공개하면서 이 사건이 세상에 알려졌고, 미국 내외에서 충격과 분노를 일으키며 광범위한 비난을 받았다.
조지 W. 부시 행정부는 아부그라이브에서 발생한 학대가 고립된 사례이며 미국의 정책을 대변하지 않는다고 주장했다.:328 그러나 국제적십자사, 국제앰네스티, 휴먼라이츠워치 등 인도주의 단체들은 이러한 학대가 이라크, 아프가니스탄, 관타나모 수용소(GTMO) 등 미국의 해외 구금 시설에서 자행된 광범위한 고문과 잔혹 행위의 일부라고 반박했다.:328 또한 아부그라이브에서는 반군의 박격포 공격으로 36명의 수감자가 사망했는데, 이는 전투 지역에 구금 시설을 설치한 것에 대한 추가적인 비판을 불러일으켰다. 국제적십자위원회는 아부그라이브 수감자 대부분이 무장 단체와 관련이 없는 민간인이었다고 보고했다.
수년 후 '고문 메모'로 알려진 문서들이 공개되었다. 2003년 이라크 침공을 앞두고 미국 법무부가 작성한 이 문서들은 외국인 수감자들에 대한 특정 "강화 심문 기법"(일반적으로 고문으로 간주됨)을 승인했다. 또한 제네바 협약과 같은 국제인도법이 해외에서 활동하는 미국 심문관들에게는 적용되지 않는다고 주장했다. 이후 햄던 대 럼즈펠드(2006년) 등 미국 대법원의 여러 판결은 제네바 협약이 적용된다고 판시하며 부시 행정부의 정책을 뒤집었다.
아부그라이브 사건에 대응하여 미국 국방부는 17명의 군인과 장교를 보직에서 해임했다. 11명의 군인이 직무 태만, 가혹 행위, 가중 폭행 및 구타 혐의로 기소되었다. 2004년 5월부터 2006년 4월 사이에 이들은 군사 재판에서 유죄 판결을 받고 군교도소에 수감되었으며 불명예 제대 처분을 받았다. 교도소에서 가장 심각한 범죄를 저지른 것으로 밝혀진 두 군인, 찰스 그레이너 상병과 린디 잉글랜드 일등병은 더 중한 혐의로 기소되어 더 강한 처벌을 받았다. 그레이너는 폭행, 구타, 공모, 수감자 학대, 음란 행위 및 직무 태만 혐의로 유죄 판결을 받아 10년형을 선고받았으며 계급 강등과 급여 및 복리후생 박탈 처분을 받았다. 잉글랜드는 공모, 수감자 학대, 음란 행위 혐의로 유죄 판결을 받아 3년형을 선고받았다. 이라크 내 모든 구금 시설의 지휘관이었던 재니스 카르핀스키 준장은 문책을 받고 대령으로 강등되었다. 이러한 조치를 자행하거나 승인한 혐의를 받은 더 많은, 그리고 더 높은 계급의 군 관계자들은 기소되지 않았다. 2004년 조지 W. 부시 대통령과 도널드 럼즈펠드 국방장관은 아부그라이브 학대 사건에 대해 사과했다.

## 배경

### 테러와의 전쟁
테러와의 전쟁, 또는 글로벌 테러와의 전쟁은 9·11 테러 이후 미국 정부가 시작한 국제 군사 작전이다. 조지 W. 부시 미국 대통령은 2001년 9월 16일 처음으로 "테러리즘과의 전쟁"이라는 표현을 사용했고, 며칠 후 의회 연설에서 "테러와의 전쟁"이라는 표현을 사용했다. 후자의 연설에서 부시는 "우리의 적은 극단적인 테러리스트 네트워크와 이를 지원하는 모든 정부"라고 밝혔다.

### 이라크 전쟁
이라크 전쟁은 2003년 3월 미국이 주도하는 군사력이 바트주의 이라크를 침공하면서 시작되었다. 사담 후세인이 이끄는 바트주의 정부는 한 달 만에 무너졌다. 이후 점령군과 침공 이후 수립된 이라크 정부에 반대하는 반군이 등장하면서 더 긴 전투 국면이 이어졌다. 이 반군 진압 과정에서 미국은 점령국의 역할을 수행했다.

### 아부그라이브 교도소
아부그라이브시에 위치한 아부그라이브 교도소는 사담 후세인 정권 시절 이라크에서 가장 악명 높은 교도소 중 하나였다. 이 교도소에는 약 5만 명의 남녀가 열악한 환경에서 수감되어 있었으며, 고문과 처형이 빈번하게 이루어졌다. 교도소는 바그다드에서 서쪽으로 32킬로미터 떨어진 약 110헥타르의 부지에 위치해 있었다. 사담 후세인 정권이 붕괴한 후 교도소는 약탈당했으며 옮길 수 있는 모든 것이 반출되었다. 침공 이후 미군은 교도소를 보수하여 군사 교도소로 전환했다. 이곳은 미군이 이라크에서 운영한 여러 구금 시설 중 가장 규모가 컸다. 미군이 아부그라이브 교도소를 구금 시설로 사용하던 2004년 3월 당시 약 7,490명의 수감자가 수용되어 있었다. 최대 수용 시에는 약 8,000명의 구금자가 있었던 것으로 추정된다.
미군은 아부그라이브 교도소에 세 부류의 수감자들을 구금했다. "일반 범죄자", 반군 지도자로 의심되는 인물, 그리고 미국이 주도하는 점령군에 대한 범죄를 저지른 것으로 의심되는 인물들이었다. 대부분의 수감자들은 마당의 천막에서 생활했지만, 학대는 1a와 1b 수감동 내부에서 발생했다. 뉴욕주 유니언데일 출신의 제800군사경찰여단이 교도소 운영을 담당했다. 여단은 이라크 내 모든 미군 운영 교도소를 책임지고 있던 재니스 카르핀스키 준장의 지휘를 받았다. 카르핀스키는 교도소 운영 경험이 없었다. 교도소에서 학대를 저지른 사람들은 카르핀스키의 여단 본부의 감독을 받는 제320군사경찰대대 소속 제372군사경찰중대 대원들이었다.
페이 보고서는 "계약 관련 문제가 아부그라이브 교도소의 문제에 기여했다"고 지적했다. 교도소에서 일하는 심문관의 절반 이상이 CACI 인터내셔널 소속이었으며, 타이탄 코퍼레이션은 언어 전문 인력을 제공했다. 페이 장군은 보고서에서 "정보 수집 기능과 서비스를 외주화하지 않는다는 일반적인 정책은 결과적으로 아부그라이브에서 발생한 많은 문제를 피하기 위해 일부 고안된 것이었다"고 언급했다.

## 인권 유린 최초 보도

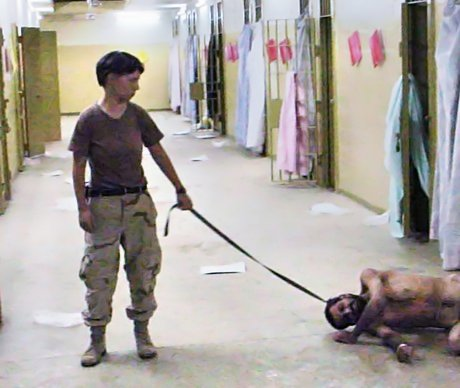
"거스"라고 교도관들이 부르던 알몸의 남성 수감자를 끈으로 묶어 끌고 있는 린디 잉글랜드

2003년 6월, 국제앰네스티는 이라크 구금 시설과 교도소에서 미군과 연합군이 저지른 인권 유린에 관한 보고서를 발표했다. 여기에는 한때 사담 후세인 정권이 사용하다가 침공 이후 미국이 접수한 아부그라이브 교도소에서의 잔혹 행위에 대한 보고도 포함되어 있었다. 2003년 6월 20일, 국제앰네스티 중동 프로그램 부국장 압델 살람 시다메드는 수감자들이 구금 조건에 반발하여 봉기를 일으킨 사실을 설명하며 "사담 후세인 치하에서 고문과 대량 처형의 중심지였던 악명 높은 아부그라이브 교도소가 다시 한번 외부와 단절된 감옥이 되었다. 6월 13일, 이 교도소에서 재판 없는 무기한 구금에 항의하는 시위가 있었다. 점령군 병력이 한 명을 사살하고 일곱 명에게 부상을 입혔다"고 말했다.
2003년 7월 23일, 국제앰네스티는 미군과 연합군의 광범위한 인권 유린을 규탄하는 보도 자료를 발표했다. 보도 자료에 따르면 수감자들은 극심한 더위에 노출되었고, 의복을 제공받지 못했으며, 노천 도랑을 화장실로 사용하도록 강요받았다. 또한 장시간 수면을 박탈당하고, 강한 빛과 시끄러운 음악에 노출되었으며, 불편한 자세로 구속되는 등의 고문을 당했다.
2003년 11월 1일, AP통신은 아부그라이브에서 발생한 대규모 인권 유린에 관한 특별 보도를 내보냈다. 보도는 "이라크의 미군 구금소에서는 금지된 대화를 나누면 수 시간 동안 햇볕 아래 묶여 늘어져 있어야 하며, 수감자들은 정기적으로 텐트 기둥을 휘두르며 간수들에게 대항한다고 최근 석방된 이라크인들이 전했다"로 시작했다. 보도는 미군 구금자들의 손아귀에서 수감자들이 당한 학대를 계속해서 설명했다. "새로 석방된 38세의 사드 나이프는 미국인들에 대해 '그들은 우리를 양처럼 가뒀다'며 '사람들을 때리고 모욕했다'고 말했다." 이에 대해 이라크 내 모든 미군 구금 시설을 감독하던 재니스 카르핀스키 준장은 수감자들이 "인도적이고 공정하게" 대우받고 있다고 주장했다. AP 보도는 또한 2003년 11월 1일 현재 미군 병력을 상대로 두 건의 법적 소송이 계류 중이라고 전했다. 한 건은 이라크인 수감자 구타와 관련된 것이었고, 다른 한 건은 수감자의 구금 중 사망과 관련된 것이었다.
침공 시작 이후 국제적십자위원회(ICRC)는 교도소를 감독할 수 있는 허가를 받았으며, 수감자 처우에 관한 보고서를 제출했다. ICRC 보고서에 대해 카르핀스키는 수감자 중 몇몇은 정보 자산이므로 제네바 협약의 완전한 보호를 받을 자격이 없다고 말했다. ICRC 보고서를 받은 이라크 임무부대 사령관 리카르도 산체스 중장은 2004년 1월 1일 안토니오 타구바 소장을 임명하여 이러한 의혹을 조사하도록 지시했다. 타구바는 2004년 2월 조사 결과(타구바 보고서)를 제출하면서 "여러 수감자들에게 가학적이고 노골적이며 악의적인 범죄적 학대가 다수 가해졌다. 수감자에 대한 이러한 조직적이고 불법적인 학대는 군사경찰 경비대 소속 여러 대원이 의도적으로 자행했다"고 밝혔다. 보고서는 사진 증거를 포함해 이러한 학대의 광범위한 증거가 있다고 명시했다. 보고서는 당시 공개되지 않았다.
이 스캔들은 2004년 4월 28일 CBS 뉴스가 《60 미니츠 II》에서 알몸의 수감자들을 조롱하는 군 관계자들의 사진을 포함한 학대 실태를 보도하면서 널리 알려지게 되었다. 4월 30일 온라인에 게재되고 며칠 후 5월 10일자로 발간된 시모어 허시의 《뉴요커》 기사 또한 큰 파장을 일으켰다. 이후 사진들은 전 세계 언론에 게재되었다. 타구바 보고서의 세부 내용은 2004년 5월 공개되었다. 곧이어 조지 W. 부시 미국 대통령은 책임자들이 "법의 심판을 받을 것"이라고 밝혔고, 코피 아난 유엔 사무총장은 이라크 정부 재건 노력이 심각한 타격을 입었다고 말했다.

## 고문 허가

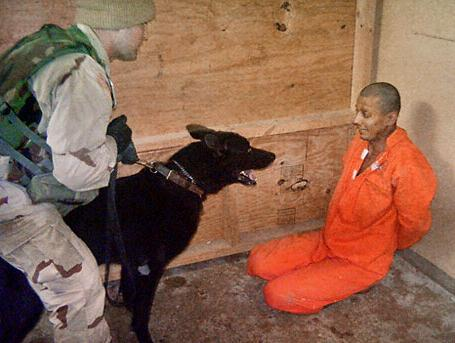
군견 조련사 스미스 하사가 개를 동원해 결박된 수감자를 위협하고 있다.

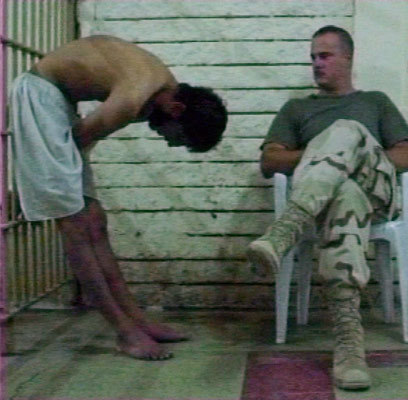
프레더릭 하사가 불편한 자세로 감방 벽에 묶인 구금자를 심문하고 있다.

### 행정명령
2004년 12월 21일, 미국시민자유연맹(ACLU)은 정보자유법에 따라 입수한 연방수사국(FBI) 내부 문건을 공개했다. 이 문건들은 관타나모 수용소, 아프가니스탄, 이라크의 교도소에서 자행된 고문과 학대를 다루고 있었다. 2004년 5월 22일자 문건은 "현장 지휘관-바그다드"라고 기술된 인물이 작성했으나, 이름은 삭제되어 있었다. 이 인물은 미군이 특수 심문 전술을 사용하는 것을 승인하는 행정명령을 명시적으로 언급했다. 승인된 고문 방법에는 수면 박탈, 수감자 후드 씌우기, 큰 소리로 음악 틀기, 모든 구금자의 의복 제거, 이른바 '스트레스 자세' 강요, 군견 사용 등이 포함되었다. 작성자는 또한 펜타곤이 지휘 계통의 특별 허가를 요구함으로써 이러한 기법의 사용을 제한했다고 밝혔다. 작성자는 "구타, 성적 굴욕감 주기나 접촉"이 행정명령의 범위를 벗어난다고 명시했다. 이는 2004년 4월 아부그라이브 수감자 학대 사건이 공개된 이후 포로 강압이 미국 대통령에 의해 승인되었다는 최초의 내부 증거였다.

### 리카르도 산체스의 허가
《워싱턴 포스트》와 ACLU가 입수한 문서에 따르면, 이라크 주둔 미군 최고위 장교였던 리카르도 산체스 중장은 아부그라이브에서 군견 사용, 극한 온도, 수면 패턴 교란, 감각 차단을 심문 방법으로 사용하는 것을 허가했다. 2004년 11월 리처드 포미카 준장의 보고서는 아부그라이브 교도소의 많은 병력이 산체스의 메모에 근거한 명령을 따랐으며, 학대가 고립된 "범죄" 요소에 의해 자행된 것이 아니라고 밝혔다. ACLU의 변호사 아므릿 싱은 연합의 성명을 통해 "산체스 장군은 제네바 협약과 군 자체의 기준을 명백히 위반하는 심문 기법을 승인했다"고 말했다. 고향 신문 《시그널》과의 인터뷰에서 카르핀스키는 도널드 럼즈펠드 국방장관이 이라크 수감자들에 대한 이러한 전술 사용을 승인한 미공개 문서를 본 적이 있다고 말했다.

### 도널드 럼즈펠드의 허가
《뉴요커》의 2004년 보도에 따르면, 도널드 럼즈펠드 국방장관은 아부그라이브에서 사용된, 그리고 이전에 미국이 아프가니스탄에서 사용했던 심문 전술을 승인했다. 2006년 11월, 2004년 초까지 아부그라이브 교도소를 책임졌던 재니스 카르핀스키는 스페인 신문 《엘 파이스》와의 인터뷰에서 민간 계약자들이 심문 중 수면 박탈과 같은 기법을 사용하도록 허가한 럼즈펠드 서명 문서를 봤다고 말했다. "방법은 수감자를 장시간 서있게 하기, 수면 박탈... 최대 음량으로 음악 재생, 불편한 자세로 앉히기 등이었다... 럼즈펠드가 이러한 특정 기법들을 승인했다." 카르핀스키에 따르면, 필체 서명이 인쇄된 이름 위에 있었고, "이것이 반드시 이행되도록 하라"는 메모가 여백에 같은 필체로 적혀 있었다. 국방부나 이라크 주둔 미군 대변인들은 이 주장에 대해 언급하지 않았다. 2006년, 카르핀스키와 전직 군 방첩 특수요원 데이비드 드바토를 포함한 8명의 전직 군인과 정보요원이 독일 법원에 도널드 럼즈펠드를 상대로 형사 고발했다. 고발장은 여러 혐의 중에서도 럼즈펠드가 국제법상 불법임을 알면서도 이른바 "강화 심문 기법"을 알고 있었고 승인했다고 명시했다.

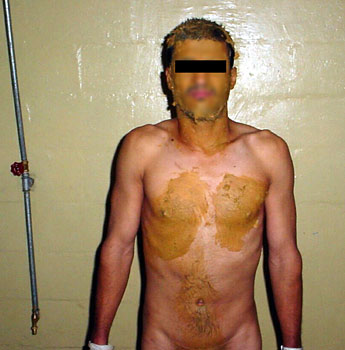
인분을 얼굴과 몸에 발린 이라크인 구금자

## 수감자 학대

### 마나델 알자마디의 죽음
그라이브 교도소의 수감자 마나델 알자마디는 2003년 11월 CIA 요원 마크 스워너와 한 민간 계약자("군사 법정 문서에는 '클린트 C.'로만 식별됨")의 심문과 고문을 받은 후 사망했다. 알자마디가 사망한 후 시신은 얼음에 보관되었다. 그 시신은 널리 배포된 사진의 배경에 등장했는데, 사진 속에서 미 육군 상병 사브리나 하먼과 찰스 그레이너는 활짝 웃으며 각각 "엄지 척" 자세를 취하고 있었다. 알자마디는 바그다드 적십자 시설에서 12명을 사망케 한 폭탄 공격의 용의자였으나, 이 공격에 그가 연루되었다는 확인은 없었다. 군 검시관은 알자마디의 사망을 타살로 판정했다. 그의 죽음과 관련해 기소된 사람은 없다. 2011년 에릭 홀더 법무장관은 알자마디의 사망에 대한 전면적인 형사 수사를 시작했다고 밝혔다. 2012년 8월, 홀더는 형사 기소가 이루어지지 않을 것이라고 발표했다.

### 수감자 강간

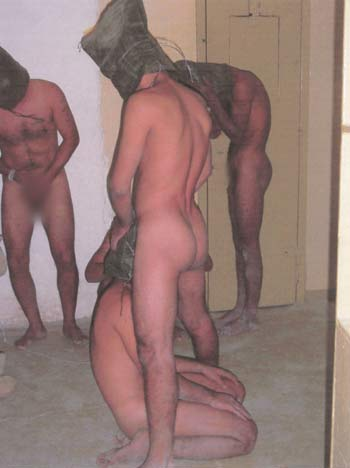
성행위를 하는 것처럼 보이도록 연출된 수감자들

아부그라이브의 고문 과정에서 수감자들의 의복을 벗기는 것은 흔한 형태의 성적 굴욕감 주기와 품위 손상이었다. 2004년 미 육군의 안토니오 타구바 소장은 타구바 보고서에서 한 구금자가 "형광봉과 아마도 빗자루 자루"로 강제 항문 성교를 당했다고 기록했다. 2009년 타구바는 미군 병사들과 통역관들이 아부그라이브에서 구금자들을 강간했다는 사진 증거가 있다고 밝혔다. 한 아부그라이브 구금자는 조사관들에게 이라크인 10대 소년이 비명을 지르는 소리를 들었고, 한 여군이 사진을 찍는 동안 군 통역관이 소년을 강간하는 것을 목격했다고 말했다. 한 목격자는 통역사로 일하던 이집트계 미국인을 가해자로 지목했다. 2009년 미국에서 그를 상대로 민사 소송이 제기되었다. 다른 사진에는 한 미군 병사가 여성 수감자를 강간하는 장면이 찍혀 있었다. 또 다른 사진들에는 심문관들이 경찰봉, 철사, 형광등과 같은 물건으로 수감자들을 성적으로 폭행하는 장면과 한 여성 수감자의 옷이 강제로 벗겨져 가슴이 노출되는 장면이 담겨 있었다. 타구바는 "이 사진들은 고문, 학대, 강간, 그리고 모든 추잡한 행위를 보여준다"며 버락 오바마 미국 대통령의 사진 비공개 결정을 지지했다. 처음에는 사진 공개에 동의했던 오바마는 군 고위 인사들의 로비 이후 입장을 바꿨다. 오바마는 사진 공개가 군인들을 위험에 빠뜨리고 "반미 여론을 자극할 수 있다"고 말했다.
다른 성적 학대 사례에서는 군인들이 여성 수감자들을 강간한 것으로 밝혀졌다. 미국 고위 관리들은 아부그라이브에서 강간이 발생했음을 인정했다. 강간당한 여성 중 일부는 임신했고, 일부는 나중에 명예살인으로 추정되는 사건에서 가족 구성원들에게 살해당했다. 또한 저널리스트 시모어 허시는 2004년 7월, 국방부가 여성 수감자들 앞에서 이라크 교도소 직원들이 남자 아이들을 강간하는 장면이 담긴 영상을 보유하고 있다고 주장했다.

### 다른 학대 사례

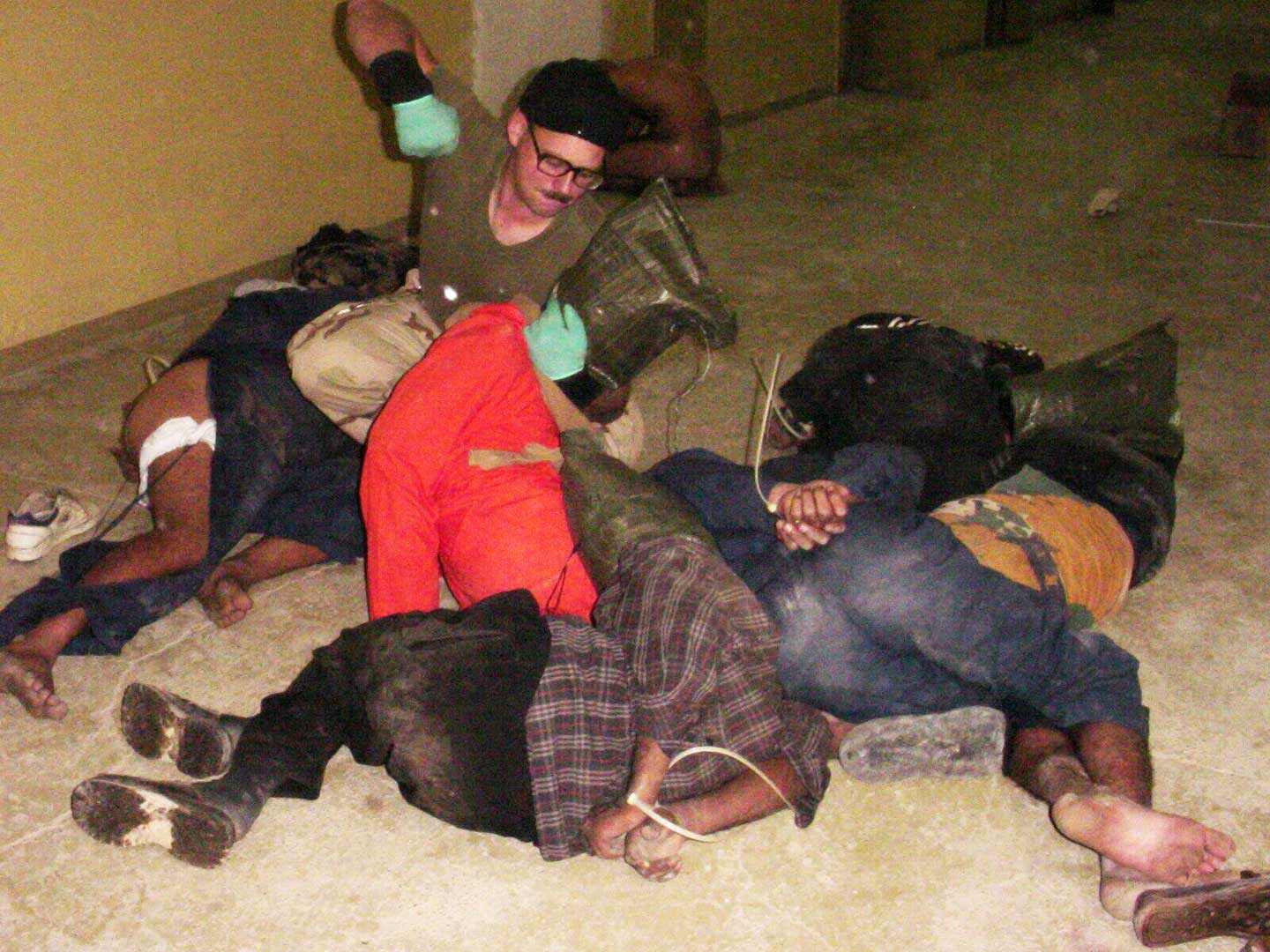
수갑 채운 이라크인 수감자들을 가격하는 찰스 A. 그레이너 상병

2004년 5월, 《워싱턴 포스트》는 수감자 번호 151362번 아민 사이드 알셰이크가 제공한 증언을 보도했다. 보도에 따르면 그는 이렇게 말했다. "그들은 우리가 죽기를 바라게 만들겠지만 그렇게 되지는 않을 거라고 했다... 그들은 내 옷을 벗겼다. 한 명이 나를 강간하겠다고 했다. 내 등에 여자 그림을 그리고 엉덩이를 벌리고 수치스러운 자세를 취하게 했다." "'알라에게 기도하느냐?'라고 한 명이 물었다. 나는 그렇다고 했다. 그들은 '너도 그 신도 (욕설)'이라고 했다. 한 명이 '여기서 성한 몸으로 나가지 못할 거다. 장애인이 되어 나갈 거다'라고 했다. 그리고 '결혼했느냐?'고 물었다. 나는 '그렇다'고 했다. 그들은 '네 아내가 이런 모습의 너를 보면 실망할 거다'라고 했다. 한 명은 '하지만 내가 지금 그녀를 본다면 실망하지 않을 거다. 내가 그녀를 강간할 테니까'라고 했다." "살아있는 것을 예수님께 감사하라고 명령했다." "나는 '나는 알라를 믿는다'고 했다. 그러자 그는 '하지만 나는 고문을 믿고, 너를 고문할 거다'라고 했다."
2005년 1월 12일, 《뉴욕 타임스》는 아부그라이브 구금자들의 추가 증언을 보도했다. 보도된 가혹 행위에는 구금자들에게 소변을 보는 행위, 부상당한 팔다리를 쇠막대기로 내리치는 행위, 구금자들에게 인산을 붓는 행위, 구금자들의 다리나 성기에 밧줄을 묶어 바닥을 끌고 다니는 행위 등이 있었다.

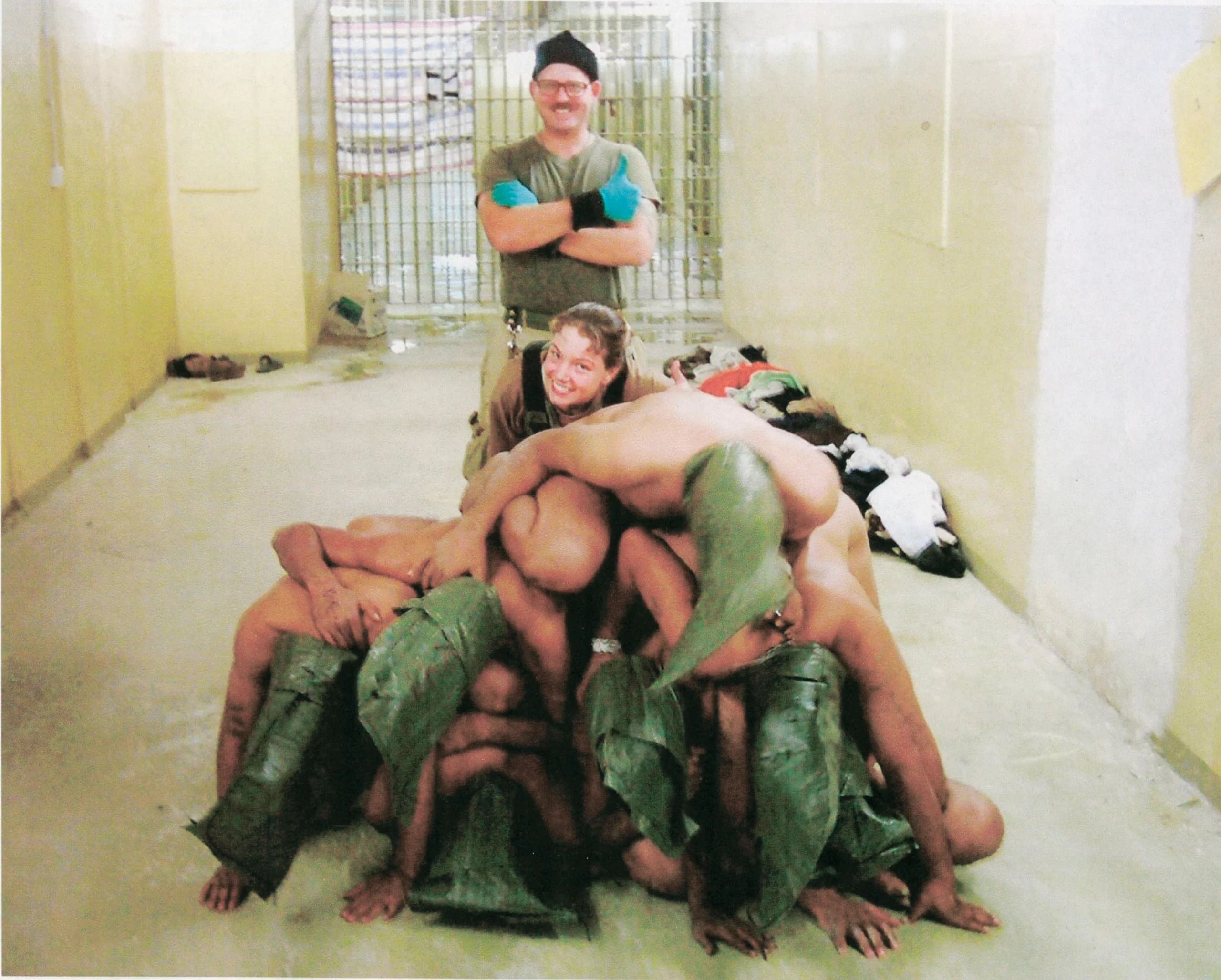
찰스 그레이너가 지켜보는 가운데 사브리나 하먼이 강제로 인간 피라미드를 만들도록 한 알몸의 이라크인 구금자들 뒤에서 사진 포즈를 취하고 있다.

한 교도관은 자신의 영상 일기에서 수감자들이 사소한 비행으로 총에 맞았다고 말했으며, 독사를 이용해 수감자들을 물게 해 때로는 사망에 이르게 했다고 주장했다. 이 교도관은 구금자들에게 돌을 던져 "곤경에 처했다"고 말했다. 인간 피라미드 사진에 등장하는 알몸의 수감자 중 한 명인 하셈 무센은 나중에 군인들이 그들을 당나귀처럼 타고 다니는 동안 알몸으로 바닥을 기어 다녀야 했다고 말했다.

### 체계적인 고문

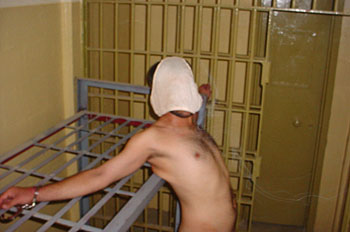
속옷으로 얼굴을 가린 채 알몸으로 침대에 수갑이 채워진 구금자

2004년 5월 7일, 국제적십자위원회(ICRC)의 운영 책임자 피에르 크레헨뷜은 미국과 동맹국이 운영하는 구금 시설에 대한 ICRC의 시찰 결과 수감자 학대가 고립된 사례가 아니라 "패턴과 광범위한 체계"의 일부였다고 밝혔다. 그는 또한 관찰된 일부 사례가 "고문과 다름없다"고 말했다.
많은 고문 기법이 관타나모 구금 시설에서 개발되었다. 여기에는 장기 격리, 수일, 수주, 심지어 수개월 동안 잠을 잘 수 없도록 몇 시간마다 감방을 옮기는 수면 박탈 프로그램인 '프리퀀트 플라이어 프로그램', 고통스러운 자세로 짧게 족쇄를 채우기, 알몸 상태 강요, 극단적인 고온과 저온 이용, 큰 음악과 소음 사용, 공포증 이용 등이 있다.
미국과 영국의 군대는 '심문 저항(resistance to interrogation, R2I)' 기법으로 알려진 기술을 공동으로 훈련받는다. 이러한 R2I 기법은 표면적으로는 군인들이 포로가 되었을 때 고문에 대처하거나 저항하는 데 도움을 주기 위해 가르치는 것이다. 2004년 5월 8일, 《가디언》은 전직 영국 특수부대 장교의 말을 인용해 아부그라이브 교도소 군 관계자들이 저지른 행위가 R2I 훈련에서 사용되는 기법과 유사했다고 보도했다.

같은 보도는 다음과 같이 전했다.
이라크 내 군사 교도소를 책임지는 미군 사령관 제프리 밀러 소장은 적군 구금자들에게 50여 가지의 특수 '강압 기법'을 사용할 수 있다고 확인했다. 이전에 관타나모 수용소를 운영했던 이 장군은 자신의 주된 역할이 최대한 많은 정보를 추출하는 것이라고 말했다.— 《가디언》

필리핀군의 고문에 관한 책을 저술한 역사학자 앨프리드 W. 매코이는 아부그라이브의 수감자 학대와 1963년 미국 중앙정보국이 발간한 《KUBARK 방첩 심문》 매뉴얼에 기술된 기법들 사이의 유사성을 지적했다. 그는 자신이 "CIA의 비접촉 고문 방법"이라고 부르는 것이 그 이후 CIA와 미군 정보기관에 의해 지속적으로 사용되어 왔다고 주장한다.

### 사상자
2006년의 한 연구는 미국 정부가 전체 수치를 공개하지 않았기 때문에 공개 영역의 보고서를 살펴보며 사망자 수를 집계하려 했다. 이 연구는 아부그라이브에서 모든 원인으로 인한 사망자가 63명이라고 집계했다. 이 중 36명은 반군의 박격포 공격으로 사망했고, 나머지는 자연사와 타살이었다.
박격포 공격으로 인한 사망 문제는 비판을 받았다. 제네바 협약은 포격 공격에 취약한 시설에 수감자를 구금하지 말 것을 요구한다. 아부그라이브가 전투 지역에 위치해 있었기 때문에 이러한 공격에 대한 취약성 문제가 일찍이 제기되었지만, 결국 수감자들을 그곳에 계속 수용하기로 결정되었다. 이라크 내 다른 어떤 미군 구금 시설도 박격포 공격으로 인한 사상자가 없었다.

## 언론 보도

### AP통신 보도(2003)

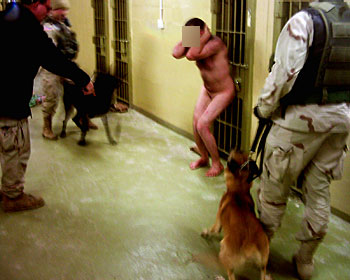
최소 두 마리의 개에게 위협당하는 피해자

2003년 11월 1일, AP통신은 아부그라이브와 이라크 내 다른 미군 교도소에서 발생한 비인도적 처우, 구타, 사망 사건에 대한 긴 보도를 게재했다. 이 보도는 석방된 구금자들과의 인터뷰를 바탕으로 했으며, 이들은 기자 찰스 J. 핸리에게 수감자들이 개에게 공격당하고, 후드를 쓰도록 강요받았으며, 다른 방식으로도 굴욕을 당했다고 말했다. 이 기사는 큰 주목을 받지 못했다. 한 석방된 구금자는 일어나고 있는 일을 누군가가 사진으로 공개하기를 바란다고 말했다.
2004년 초 미군이 처음으로 학대 사실을 인정했을 때, 대부분의 미국 언론은 처음에는 큰 관심을 보이지 않았다. 2004년 1월 16일, 미국 중부사령부는 미군 병사들의 이라크인 구금자 학대와 굴욕 행위에 대한 공식 조사가 시작되었다고 언론에 알렸다. 2월 24일, 17명의 군인이 직무 정지되었다고 보도되었다. 군은 2004년 3월 21일 6명의 군인에 대해 첫 기소가 이루어졌다고 발표했다.

### 《60 미니츠 II》 방송(2004)

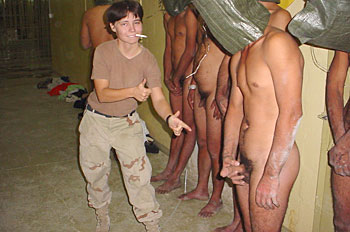
자신 앞에서 자위행위를 강요당하는 알몸의 수감자를 가리키는 린디 잉글랜드

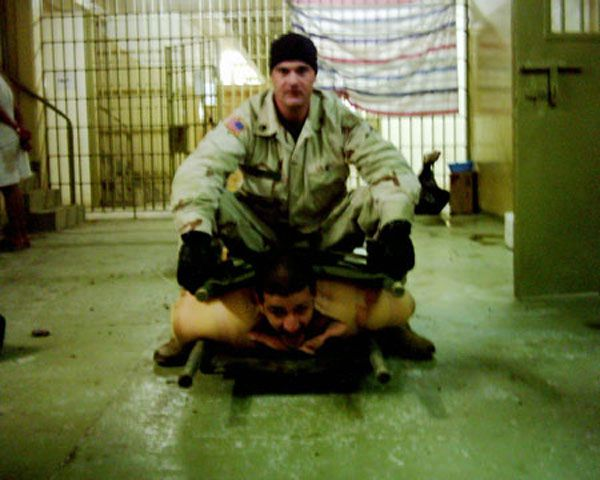
들것 두 개 사이에 있는 이라크인 구금자 위에 앉아있는 아이번 프레더릭 하사

2004년 4월 말, CBS의 TV 뉴스 매거진 《60 미니츠 II》는 학대에 관한 이야기를 방송했다. 이 이야기에는 수감자 학대를 보여주는 사진들이 포함되어 있었다. 미국 국방부와 공군 장성이자 합참의장이었던 리처드 마이어스의 요청으로 뉴스 방송이 2주 지연되었다. 《뉴요커》지가 다음 호에 이 주제에 관한 기사와 사진을 게재할 계획이라는 것을 알게 된 후, CBS는 4월 28일 보도를 방송했다. CBS 보도에서 댄 래더는 당시 이라크 연합군 작전 부국장이었던 마크 키밋 준장을 인터뷰했고, 키밋은 다음과 같이 말했다.
먼저 말씀드리고 싶은 것은 우리도 경악했다는 것입니다. 이들은 우리의 동료 군인들입니다. 매일 함께 일하는 사람들이며 우리를 대표합니다. 우리와 같은 제복을 입고 있으며, 동료 군인들을 실망시켰습니다... 우리 군인들도 포로가 될 수 있습니다. 우리는 적군이 우리 군인들을 잘 대우해주기를 기대합니다. 만약 우리가 인간의 존엄성과 존중을 보여주는 모범이 되지 못한다면... 다른 국가들에게도 우리 군인들을 그렇게 대우해달라고 요구할 수 없습니다... 그래서 이라크 국민들에게 무슨 말을 하겠냐고요? 이것은 잘못된 것입니다. 이것은 비난받아 마땅합니다. 하지만 이것이 이곳에 있는 15만 명의 군인들을 대표하지는 않습니다... 미국 국민들에게도 같은 말씀을 드리고 싶습니다... 소수의 행동으로 우리 군대를 판단하지 마십시오.
키밋은 또한 이라크 미군 점령 기간 동안 다른 학대 사례들도 알고 있었다고 인정했다. 전직 해병대 중령 빌 코완도 인터뷰에서 "우리는 이런 일들을 막기 위해 이라크에 들어갔는데, 실제로는 우리의 지도하에 이런 일이 벌어지고 있다"고 말했다. 또한 래더는 일부 학대에 가담했던 예비군 상사 아이번 프레더릭을 인터뷰했다. 프레더릭의 민간 직업은 버지니아 교도소의 교도관이었다. 그는 "우리는 어떤 지원도, 훈련도 전혀 받지 못했다. 나는 지휘 계통에 규칙과 규정 같은 것들을 계속 요청했지만, 아무 일도 일어나지 않았다"고 말했다. 이라크에서 집으로 보낸 프레더릭의 영상 일기는 이 보도에 사용된 일부 이미지를 제공했다. 그는 일기에 CIA 수감자들의 학대와 그들의 이름을 상세하게 날짜별로 기록했다. "다음 날 의무병들이 들어와 시신을 들것에 싣고 가짜 [정맥 주사]를 팔에 꽂은 뒤 데려갔다. 이 [CIA 수감자]는 절대로 처리되지 않았고 따라서 번호도 받지 못했다." 프레더릭은 군사정보단도 연루되었다고 밝히며 "군사정보단이 이런 활동을 목격했고 입회했다. 군사정보단은 우리를 격려하며 잘했다고 했고 이제 긍정적인 결과와 정보를 얻고 있다고 말했다"고 전했다.

### 《뉴요커》 기사(2004)
2004년, 시모어 M. 허시는 《뉴요커》지에 타구바 보고서 사본을 근거로 학대 사례를 자세히 다룬 기사를 썼다. 데이비드 렘닉 편집장의 지시로 잡지는 또한 허시의 보고서와 함께 미군 교도관들이 찍은 고문 사진들을 웹사이트에 게재했다. "아부그라이브의 고문"이라는 제목의 이 기사에 이어 다음 2주 동안 같은 주제를 다룬 "지휘 계통"과 "회색 지대"라는 두 편의 기사가 추가로 실렸는데, 역시 허시가 작성했다.

### 후속 보도(2006)
2006년 2월, 호주 텔레비전 방송국 SBS는 《데이트라인》 프로그램을 통해 이전에 공개되지 않았던 사진과 동영상을 방송했다. 부시 행정부는 이미지 공개가 적대감을 유발할 수 있다고 주장하며 미국 내 공개를 막으려 했다. 이 새로 공개된 사진들은 알몸으로 바닥을 기어다니고, 성행위를 강요당하고, 대변으로 뒤덮인 수감자들의 모습을 보여주었다. 일부 이미지에는 군인들이 살해한 수감자들도 있었는데, 일부는 머리에 총을 맞았고 일부는 목이 잘려 있었다. BBC 월드 뉴스는 수감자 중 한 명이 정신적으로 불안정했다고 전해졌으며, 교도관들은 그를 고문을 위한 '애완동물'로 여겼다고 전했다. 유엔은 이 사진들이 즉시 조사되기를 바란다고 밝혔지만, 국방부는 이 이미지들이 "아부그라이브 조사의 일환으로 이미 조사된 것"이라고 말했다.
2006년 3월 15일, 《살롱》은 당시로서는 가장 광범위한 학대 실태 기록을 공개했다. 《살롱》이 접근한 보고서에는 다음과 같은 자료 요약이 포함되어 있었다. "이 사무실에 제출된 모든 컴퓨터 매체를 검토한 결과, 의심되는 구금자 학대 이미지 1,325개, 의심되는 구금자 학대 동영상 파일 93개, 성인 포르노 이미지 660개, 의심되는 사망한 이라크인 구금자 이미지 546개, 군인들의 모의 성행위 이미지 29개, 눈 사이에 나치 철십자를 그린 군인 이미지 20개, 구금자 학대에 동원된 군용견 이미지 37개, 의심스러운 행위 이미지 125개가 발견되었다."

## 반응

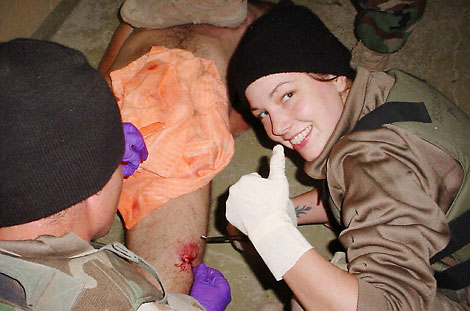
묶인 이라크인 구금자의 상처를 꿰매는 사브리나 하먼

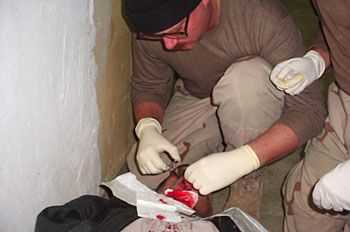
묶인 구금자의 턱을 봉합하는 찰스 A. 그레이너

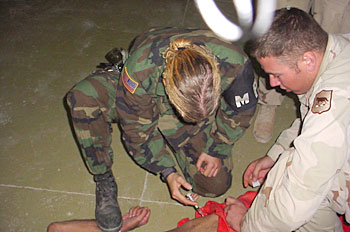
묶인 구금자에게 강제로 주사를 놓는 메건 암불

### 미국

#### 정부의 반응
부시 행정부는 처음에는 아부그라이브의 학대 사실을 쉽게 인정하지 않았다. 사진이 공개되고 증거가 반박할 수 없게 되자, 행정부의 초기 반응은 이 스캔들을 이라크에서의 미군 행동과는 무관한 고립된 사건으로 규정했다. 부시는 이러한 학대를 미국의 가치를 무시한 소수의 개인들의 행동이라고 설명했다. 이러한 견해는 특히 아랍 국가들에서 널리 반박되었다. 또한 국제적십자위원회는 스캔들이 터지기 1년 이상 전부터 수감자 학대에 대해 문제를 제기해왔다. 딕 체니 부통령의 집무실은 미국 구금 시설에서의 강압 행위 제한을 없애는 데 중심적인 역할을 했으며, 나중에 행정부가 하급 관리들의 주도로 묘사한 법적 의견들을 의뢰하고 옹호했다.
2004년 5월 7일, 부시 대통령은 아부그라이브의 이라크 수감자 학대에 대해 공개적으로 사과하며 "이라크 수감자들이 겪은 굴욕과 그들의 가족이 겪은 굴욕에 대해 미안하다"고 말했다. 요르단의 압둘라 2세 국왕과의 만남에서 부시는 국왕에게 "그런 사진을 본 사람들이 미국의 진정한 본성과 마음을 이해하지 못한 것도 똑같이 유감스럽다고 말했으며, 나 같은 미국인들은 우리가 본 것에 분노했고 구역질이 날 정도였다고 확신시켰다"고 전했다. 부시는 이 학대를 "혐오스럽다"며 "우리나라의 명예와 평판에 오점"이라고 표현하면서, "가혹 행위의 책임자들은 '법의 심판을 받을 것'이며" 앞으로 그러한 학대가 재발하지 않도록 막을 것이라고 덧붙였다.

같은 날, 도널드 럼즈펠드 미국 국방장관은 상원 군사위원회 청문회에서 다음과 같이 말했다.
이러한 사건들은 내가 책임지고 있을 때 일어났습니다. 국방장관으로서 나는 이에 대해 책임이 있습니다. 나는 모든 책임을 집니다. 무슨 일이 있었는지 평가하고, 잘못을 저지른 사람들이 법의 심판을 받도록 하며, 이런 일이 다시 일어나지 않도록 필요한 변화를 만드는 것이 나의 의무입니다. 이라크 구금자들에게 일어난 일에 대해 끔찍한 심정입니다. 그들은 인간입니다. 그들은 미국의 구금 상태에 있었습니다. 우리나라는 그들을 올바르게 대우할 의무가 있었습니다. 우리는 그러지 못했습니다. 그것은 잘못된 일이었습니다. 미군 구성원들에게 학대당한 이라크인들에게 가장 깊은 사과를 드립니다. 그것은 비미국적이었습니다. 그리고 우리 국가의 가치와 맞지 않았습니다.
그는 또한 학대의 증거가 존재한다는 사실 자체에 대해 이렇게 언급했다.
우리는 전시 상황에서 평시의 제약과 법적 요구사항을 가지고 활동하고 있으며, 정보화 시대에서 사람들은 디지털 카메라를 들고 다니면서 이런 믿을 수 없는 사진들을 찍고 있고, 그러고는 우리가 놀랍게도, 그것들이 국방부에도 도착하기도 전에 불법적으로 언론에 유출하고 있습니다.
럼즈펠드는 학대와 고문을 신중하게 구분했다. "지금까지 제기된 것은 학대이며, 이는 기술적으로 고문과는 다르다고 생각합니다. 나는 '고문'이라는 단어는 언급하지 않겠습니다."
여러 상원의원들이 럼즈펠드의 증언에 대해 논평했다. 린지 그레이엄은 "미국 국민들은 우리가 여기서 강간과 살인을 이야기하고 있다는 것을 이해해야 한다"고 말했다. 놈 콜먼은 "매우 역겨웠으며, 미국인들에게 기대할 수 있는 행동이 아니었다"고 말했다. 벤 나이트호스 캠벨은 "이런 사람들이 어떻게 우리 군대에 들어왔는지 모르겠다"고 말했다.
미 상원 군사위원회 소속 공화당 의원 제임스 인호프는 사태가 과대 포장되고 있다고 말했다: "이 자리에 있는 사람들 중 나만이 그런 대우보다 그에 대한 분노에 더 분노하는 것은 아닐 것입니다... [그들은] 교통 위반으로 거기 있는 것이 아닙니다... 이 수감자들은 살인자들이고, 테러리스트들이며, 반군들입니다... 많은 이들의 손에는 아마도 미국인의 피가 묻어있을 것입니다. 그런데 우리는 그런 자들에 대한 처우를 그토록 걱정하고 있습니다."
론 와이든과 같은 다른 상원의원들은 "이 사진들이 매우 속이 메스꺼울 것이라고 예상했지만, 내가 예상했던 것보다 훨씬 더 심각했다"고 말했다.
2004년 5월 26일, 앨 고어는 이 스캔들과 이라크 전쟁에 대해 신랄한 비판 연설을 했다. 그는 이라크 수감자 학대로 이어진 정책을 장려하고 해외에서 미국인에 대한 증오를 부채질한 것에 대해 럼즈펠드 국방장관, 콘돌리자 라이스 국가안보보좌관, 조지 테닛 CIA 국장, 폴 울포위츠 국방부 부장관, 더글러스 J. 파이스 국방부 정책차관, 스티븐 A. 캠본 국방부 정보차관의 사임을 요구했다. 고어는 또한 부시 행정부의 이라크 전쟁 계획을 "무능하다"고 표현했으며 부시를 리처드 닉슨 이후 가장 부정직한 대통령이라고 묘사했다. 고어는 이렇게 말했다. "이라크에서, 그 교도소에서 일어난 일은 이제 분명히 소수의 부패한 사람들의 무작위적 행동의 결과가 아닙니다. 이는 부시 행정부 정책의 자연스러운 결과였습니다. 아부그라이브 수감자 학대는 전쟁으로 치닫는 과정에서 행정부를 특징지었던 진실의 남용과, 9·11 이후 미국 국민이 부시 대통령에게 부여했던 신뢰의 남용으로부터 직접적으로 비롯된 것입니다."
이러한 항의에 따라 더글러스 스톤 소장이 이라크 내 미군 구금 체계의 개혁을 감독하도록 임명되었다. 미군 철수 시점에는 구금자들의 처우가 개선되었다고 전해진다.

#### 언론 매체
《뉴욕 타임스》와 《보스턴 글로브》를 비롯한 여러 정기 간행물에서도 럼즈펠드의 사임을 요구했다.
우익 라디오 진행자 러시 림보는 이 사건이 과대 포장되고 있다고 주장하며 "이는 스컬 앤 본스 입회식에서 벌어지는 일과 다를 바 없는데, 우리는 이것 때문에 사람들의 인생을 망치고 군사 작전에 지장을 주려 하고 있다. 게다가 그들이 즐거운 시간을 보냈다는 이유로 더욱 가혹하게 비난하고 있다. 이 사람들은 매일 총격을 받고 있다는 걸 알아야 한다. 나는 사람들이 즐거운 시간을 보내는 것에 대해 말하는 것이다. 감정적 해소라는 말을 들어본 적 있나? 스트레스를 날려버릴 필요가 있다는 것을 알고 있나?"라고 말했다. 보수 토크쇼 진행자 마이클 새비지는 "조이스틱을 넣는 대신 그들의 구멍에 다이너마이트를 넣었으면 좋았을 것"이라며 "우리는 더 많은 굴욕적인 전술이 필요하지, 더 적은 게 아니다"라고 말했다. 그는 아부그라이브 교도소를 반복적으로 "아랍인 잡기"(Grab-an-Arab) 교도소라고 불렀다.

### 이라크의 반응
뉴스 웹사이트 《아시아뉴스》는 런던정치경제대학의 이라크 학자 야히아 사이드의 말을 인용했다. "이라크에서는 아부그라이브 관련 소식의 반응이 의외로 냉담했다. 그 이유 중 하나는 연합군 구금 시설과 교도소에서의 학대, 집단 강간, 고문에 대한 소문과 과장된 이야기, 그리고 실제 있었던 이야기들이 오랫동안 떠돌아 다녔기 때문이다. 그래서 사람들이 이야기해 온 것에 비하면 사진들은 꽤 순한 편이다. 예상치 못한 것은 없었다. 사실 대부분의 사람들이 묻는 것은 '왜 하필 지금 공개되었을까?'이다. 이라크 사람들은 항상 어떤 계략이 진행되고 있다고 의심하며, 이 특정 시점에 사진을 공개한 데에는 어떤 의도가 있을 것이라고 생각한다."
CNN 기자 벤 웨더맨은 조지 W. 부시의 아부그라이브 학대 사건 사과에 대한 이라크인들의 반응이 "엇갈렸다"고 보도했다. "일부는 대통령이 나서서 문제를 솔직하고 공개적으로 다루고 있으며, 학대에 가담한 사람들이 처벌받을 것이라고 말한 점에 대해 긍정적으로 반응했다. 반면 많은 사람들은 이것만으로는 부족하다고 말했다. 많은 사람들이 대통령이 이 사건에 대해 진정한 사과를 하지 않았다고 지적했다. 실제로 지금 제가 들고 있는 바그다드 신문, 이라크 이슬람당이 발행하는 《다르 에스 살람》을 보면 '이라크 포로들에 대한 고문에 대해 사과만으로는 충분하지 않다'고 쓰여 있다."
이라크 전쟁과 아프가니스탄 전쟁에서 여러 지휘관직을 맡았던 스탠리 매크리스털 장군은 "내 경험상 처음 지하드에 가담한 사람들 거의 모두가 아부그라이브 사건이 자신을 행동하게 만든 첫 계기였다고 주장했다"고 말했다. 또한 "포로를 학대하는 것은 우리의 신뢰도를 떨어뜨릴 것이다... 아부그라이브의 사진들은 이라크에서 미국의 노력에 후퇴를 가져왔다. 미국이 작전을 수행하는 방식에 대한 국내의 신뢰를 훼손하고 미국의 가치에 대한 전 세계의 부정적인 인식을 만들거나 강화하면서 동시에 폭력을 부추겼다"고 말했다.

### 세계의 반응
고문은 2001년 9월 11일 테러 공격보다 미국에 더 심각한 타격을 주었다. 다만 이 타격은 테러리스트가 아닌 미국인들이 스스로에게 가한 것이라는 점이 다르다.— 교황청 외무장관 조반니 라욜로 대주교

2000년 대선에서 부시 대통령을 지지했던 영국 정기간행물 《이코노미스트》는 학대 사진과 함께 "사임하라, 럼즈펠드"라는 문구를 표지에 실었다.

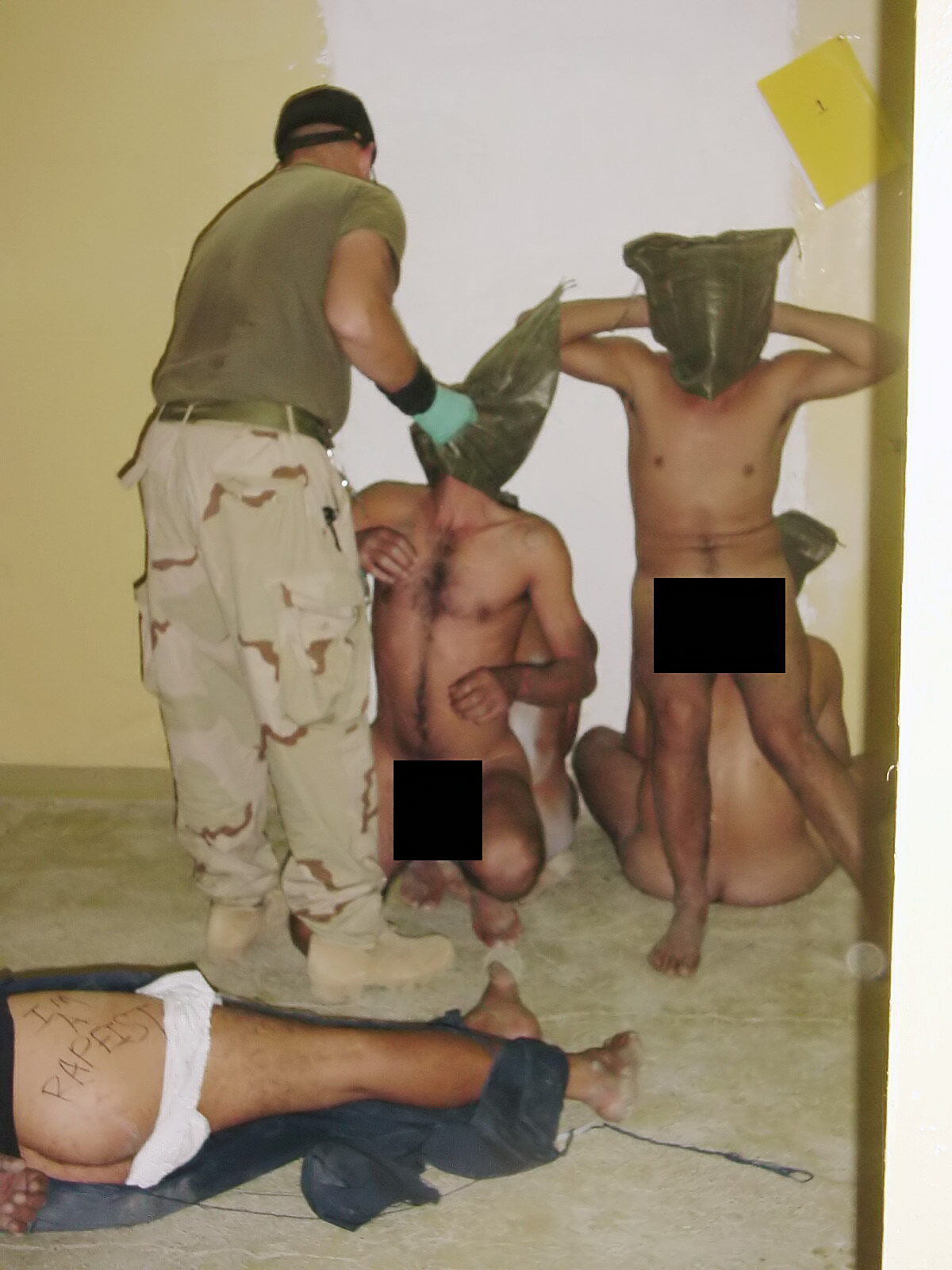
2006년 공개된 한 사진에는 여러 명의 알몸의 이라크인들이 두건을 쓴 채 있었는데, 그중 한 명의 엉덩이에는 "나는 강간범이다"라는 글자가 적혀 있었다.

바레인의 영자신문 《데일리 트리뷴》은 2004년 5월 5일 "피를 들끓게 하는 이 사진들로 인해 이라크 안팎의 더 많은 사람들이 미국인들과 영국인들에 대한 공격을 감행하기로 결심하게 될 것"이라고 보도했다. 카타르의 아랍어 신문 《알 와탄》은 2004년 5월 3일 이 학대로 인해 "이라크인들은 이제 매우 분노하고 있으며, 이는 굴욕당한 존엄성을 회복하기 위한 복수로 이어질 것"이라고 예측했다.
2004년 5월 10일, 가자시의 영연방 군인 묘지에서는 아부그라이브 학대 사진이 담긴 나치 하켄크로이츠가 그려진 포스터들이 여러 비석에 부착되었다. 제1차 세계 대전에서 전사한 군인들의 묘 32기가 훼손되거나 파괴되었다. 2008년 11월, 전 영국 법관인 빙엄 경은 아부그라이브에서의 이라크인 수감자 처우에 대해 "부시 행정부의 일부 고위 관리들이 국제법을 냉소적으로 무시한 것은 법치주의를 지지하는 사람들에게 특히 우려스러운 일"이라고 말했다.

### 학술적 분석
필립 짐바르도의 2007년 저서 《루시퍼 이펙트》는 저자가 1971년에 수행한 스탠퍼드 교도소 실험의 결론을 뒷받침하기 위해 아부그라이브에서의 학대 사례를 언급했다.
2008년, 학자 알레테 스뮬러스와 산더 판 니커크는 "아부그라이브와 테러와의 전쟁 - 도널드 럼즈펠드에 대한 고발?"이라는 제목의 논문을 발표했다. 저자들에 따르면, 9·11 테러는 추가 공격을 막기 위한 조치를 취하라는 대중의 요구로 이어져 조지 W. 부시 대통령을 압박했다. 이러한 압박으로 테러와의 전쟁이 시작되었다. 스뮬러스와 판 니커크는 테러와의 전쟁에서 적으로 간주된 대상이 국가가 아닌 개인이었고, 인식된 위협에 자살 폭탄 테러와 같은 극단적 전술이 포함되어 있었기 때문에 부시 행정부는 테러와의 전쟁에서 단호한 조치를 취해야 한다는 압박을 받았다고 주장했다. 또한 이러한 전술로 인해 냉전 시대에 사용된 "합법적인" 기술은 그다지 쓸모가 없을 것이라는 인식이 생겼다. 이 논문은 딕 체니 부통령이 미국이 "어두운 면에서 일해야 한다"며 "가능한 모든 수단을 동원해야 한다"고 말했다고 지적했다. 스뮬러스와 판 니커크는 아부그라이브에서의 학대가 국가가 승인한 범죄라고 보았다. 학자 미셸 브라운도 이에 동의했다.
다수의 페미니스트 학자들은 남성성과 인종에 대한 관념이 아부그라이브에서 자행된 폭력에 어떤 영향을 미쳤을지 검토했다. 예를 들어 로라 셰베리는 수감자들에 대한 성적 굴욕이 "종속된 이라크의 남성성에 대한 패권적 미국 남성성의 승리"를 표시하기 위한 것이었다고 주장했다. 비슷한 맥락에서 자스비르 푸아르의 저서 《테러리스트 아상블라주: 퀴어 시대의 호모내셔널리즘》(2007년)은 아부그라이브 사진들에 대한 페미니스트, 퀴어, 그리고 미국 정부의 반응을 검토했다. 푸아르는 퀴어 이론과 생명정치학 등의 틀을 분석에 활용하며 "호모규범적 국가주의"의 줄임말인 "호모내셔널리즘"이라는 용어를 만들어냈다. 그는 "성적으로 억압되고" "동성애 혐오적인" 무슬림 수감자들에 대한 미국의 문화적 우월성이라는 병사들의 믿음이 피해자들을 비인간화하는 데 어떻게 이용되었는지를 논의했다.

## 파장

### 군인들의 유죄 판결

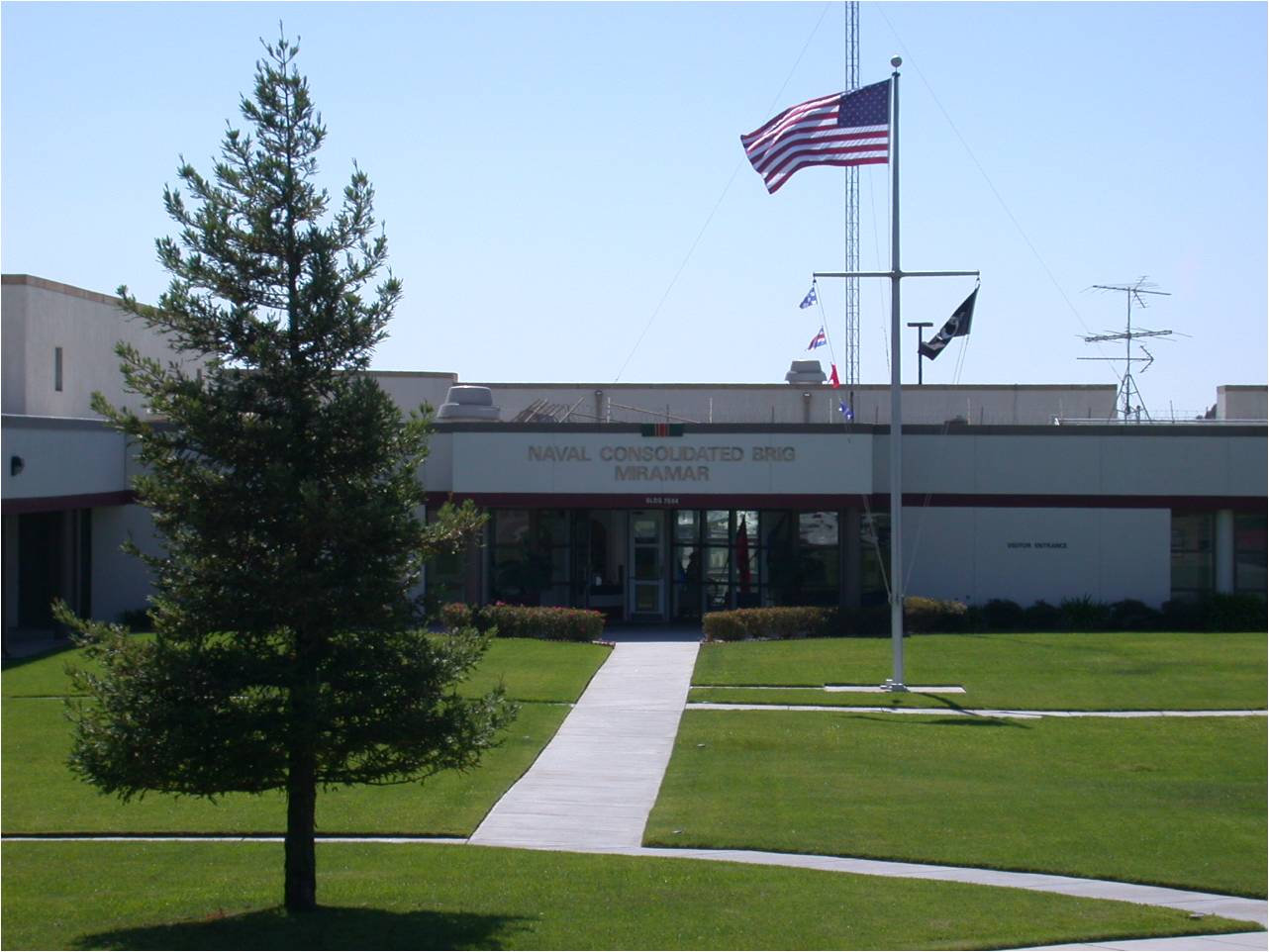
잉글랜드와 하먼이 복역한 미라마 해군 통합 교도소

12명의 군인이 사건과 관련된 여러 혐의로 유죄 판결을 받았는데, 모든 유죄 판결에는 직무 태만 혐의가 포함되었다. 대부분의 군인들은 경미한 형을 선고받았다. 다른 3명의 군인은 혐의가 없다고 판명되거나 기소되지 않았다. 수감자 살인에 대해서는 누구도 유죄 판결을 받지 않았다.
- 토머스 파파스 대령은 2005년 5월 13일, 심문 중 개를 동원하는 것을 허용한 것을 포함한 두 건의 직무 태만에 대해 비사법적 처벌을 받은 후 지휘권을 박탈당했다. 그는 군사법통일법 제15조(비사법적 처벌)에 따라 8,000달러의 벌금형을 받았다. 또한 장성급 장교의 징계 각서를 받아 사실상 군 생활이 끝났다. 형사 기소를 면했다.[113]
- 스티븐 L. 조던 중령은 2006년 4월 29일 아부그라이브 학대와 관련하여 두 번째로 높은 계급의 장교로서 기소되었다.[114] 재판에 앞서 조지 페이 소장이 조던을 심문하기 전에 권리 고지를 하지 않았다고 인정하면서, 가장 중대한 두 건을 포함한 12개 혐의 중 8개가 기각되었다. 2007년 8월 28일, 조던은 수감자 학대 관련 모든 혐의에 대해 무죄 판결을 받았으며, 2004년 혐의 조사에 대해 논의하지 말라는 명령을 어긴 것에 대해서만 견책을 받았다.[115]
- 찰스 그레이너 상병은 2005년 1월 14일, 수감자 학대 공모, 수감자 보호 의무 태만, 잔혹 행위와 학대, 폭행, 외설, 간통, 사법 방해 혐의로 유죄 판결을 받았다. 2005년 1월 15일, 그는 10년의 징역형, 불명예 제대, 이등병으로의 강등 처분을 받았다.[12][116] 그레이너는 6년 6개월을 복역한 후 2011년 8월 6일 미군 포트 레븐워스 교도소에서 가석방되었다.[117]
- 아이반 프레데릭 상사는 2004년 10월 20일, 다른 혐의를 취하하는 조건으로 공모, 직무 태만, 수감자 학대, 폭행, 외설 행위 혐의에 대해 유죄를 인정했다. 그의 학대 행위에는 3명의 수감자에게 자위를 강요한 것이 포함되었다. 또한 한 수감자의 가슴을 너무 세게 때려 소생이 필요할 정도였다. 그는 8년의 징역형, 급여 몰수, 불명예 제대, 이등병으로의 강등 처분을 받았다.[118][119][120][121] 4년을 복역한 후 2007년 10월 가석방되었다.[122]
- 자발 데이비스 하사는 2005년 2월 4일, 직무 태만, 허위 공문서 작성, 폭행 혐의에 대해 유죄를 인정했다. 그는 6개월의 징역형, 이등병으로의 강등, 불량 행위 제대 처분을 받았다. 데이비스는 수갑을 찬 수감자들의 손과 발을 밟고 온 체중을 실어 그들 위에 넘어진 것을 인정했다.[123]
- 제러미 시빗츠 상병은 2004년 5월 19일, 유죄 인정을 조건으로 특별 군사법원에서 최고 1년형과 함께 불량 행위 제대, 이등병으로의 강등 처분을 받았다.[124] 2022년 코로나19로 사망했다.
- 아민 크루즈 상병은 2004년 9월 11일, 다른 군인들에 대한 증언을 조건으로 8개월의 구금, 이등병으로의 강등, 불량 행위 제대 처분을 받았다.[125]
- 사브리나 하먼 상병은 2005년 5월 17일, 7개 혐의 중 6개에 대해 유죄 판결을 받아 6개월의 징역형과 불량 행위 제대 처분을 받았다. 이전에는 최고 5년형에 직면해 있었다.[126] 하먼은 미라마 해군 통합 교도소에서 복역했다.[127]

- 메건 앰불 상병은 2004년 10월 30일 직무 태만 혐의로 유죄 판결을 받았다. 그는 불명예 제대, 이등병으로의 강등, 반월 급여 몰수 처분을 받았다.[128]
- 린디 잉글랜드 일등병은 2005년 9월 26일 공모 1건, 수감자 학대 4건, 외설 행위 1건에 대해 유죄 판결을 받았다. 두 번째 공모 혐의에 대해서는 무죄 판결을 받았다. 잉글랜드는 최고 10년형에 직면해 있었다. 2005년 9월 27일, 그는 3년의 구금형, 모든 급여와 수당의 몰수, 이등병(E-1)으로의 강등, 불명예 제대 처분을 받았다.[120] 잉글랜드는 미라마 해군 통합 교도소에서 복역했다.[129] 1년 5개월을 복역한 후 2007년 3월 1일 가석방되었다.[129]
- 산토스 카르도나 하사는 직무 태만과 가중 폭행 혐의로 유죄 판결을 받았는데, 이는 미국 민간 사법 체계에서 중범죄에 해당한다. 카르도나는 노스캐롤라이나주 포트 브래그에서 90일간의 강제 노역형을 살았다.[130] 또한 벌금형과 강등 처분을 받았다. 카르도나는 유죄 판결로 인해 재입대할 수 없었다. 그러나 2007년 9월 29일 명예 제대로 군을 떠났다.[131] 2009년, 그는 아프가니스탄에서 정부 계약자로 일하던 중 전사했다.[131]
- 로만 크롤 상병은 2005년 2월 1일 아부그라이브에서의 공모와 수감자 학대 혐의에 대해 유죄를 인정했다. 그는 10개월의 구금형, 이등병으로의 강등, 불량 행위 제대 처분을 받았다.[132]
- 학대가 있었던 10월 25일 현장에 있었던 이스라엘 리베라 상병은 조사를 받았으나 기소되지 않았으며 다른 군인들을 상대로 증언했다.[133][125]
- 마이클 스미스 하사는 2006년 3월 21일 수감자 학대 2건, 단순 폭행 1건, 학대 공모 1건, 직무 태만 1건, 외설 행위 1건에 대해 유죄 판결을 받았으며, 179일의 징역형, 2,250달러의 벌금형, 이등병으로의 강등, 불량 행위 제대 처분을 받았다.[134]

### 고위 인사들
- 교도소 지휘관이었던 재니스 카르핀스키 준장은 2005년 5월 5일 대령으로 강등되었다. BBC 인터뷰에서 재니스 카르핀스키는 자신이 희생양이 되고 있다며, 이라크 주둔 미군 최고 사령관인 리카르도 산체스 장군에게 학대에 대해 무엇을 알고 있었는지 물어봐야 한다고 말했다.[135] 카르핀스키는 2014년 한 기자에게 당시 군사정보부 요원들이 수감자의 75%가 자신들이 기소된 범죄에 대해 무죄이며 단순히 잘못된 시간에 잘못된 장소에 있었기 때문에 구금되었다고 알려주었다고 말했다. 그는 나중에 이 수치가 90%에 가까웠다는 것을 알게 되었다.[136]
- 도널드 럼즈펠드는 2005년 2월, 아부그라이브 스캔들로 인해 국방장관직에서 두 차례 사임을 제의했으나 조지 W. 부시 대통령이 두 번 모두 거절했다고 밝혔다.[137]
- 고문을 사망과 장기 부전 시 경험하는 고통에 준하는 행위로 정의한 법무부 메모의 작성자인 제이 비비는[138] 부시 대통령에 의해 제9순회 항소법원 판사로 지명되어 2003년부터 재직했다.[139]
- 법무부 형사국장으로서 CIA의 강압적 심문 세션의 합법성 한계에 대해 자문했던 마이클 처토프는 톰 리지의 사임으로 공석이 된 국토안보부 장관직에 부시 대통령이 선택했다.[140][141]
- 카르핀스키의 직속 작전 감독관이자 산체스의 부관이었던 월터 보이다코프스키 소장은 모든 혐의에서 벗어났으며, 이후 포트 베닝의 미 육군보병학교 교장으로 임명되었다.[142]
- 파파스의 상관인 바버라 패스트는 이후 포트 화추카의 미 육군정보학교 교장으로 임명되었다.[143]

국방부 구금 운영 검토를 위한 독립 위원단의 최종 보고서는 미군과 정치 지도부의 책임을 특별히 면제했다. "위원단은 제800 헌병여단이나 제205 군사정보여단급 이상의 조직이 아부그라이브 사건에 직접 관여했다는 증거를 찾지 못했다."

## 법적 문제

### 국제법
학대의 상당 부분이 연합국 임시 행정처(CPA) 하에서 미국이 이라크를 점령하고 있는 동안 발생했기 때문에, 제네바 협약의 공통 제2조(국제적 무력 충돌에 적용되는 규칙을 다룸)가 이 상황에 적용되었다. 공통 제2조는 다음과 같이 명시한다.
평시에 시행되어야 하는 조항들 외에도, 본 협약은 둘 이상의 체약국 사이에서 발생하는 모든 선전 포고된 전쟁이나 그 밖의 모든 무력 충돌에 적용되며, 전쟁 상태를 그들 중 한 나라가 인정하지 않는 경우에도 적용된다.

또한 본 협약은 체약국 영토의 일부 또는 전부가 점령되는 모든 경우에 적용되며, 해당 점령이 무력 저항을 받지 않는 경우에도 적용된다.
미국은 1907년 "헤이그 협약 제4호 - 육전의 법규와 관례에 관한 협약"과 제네바 제3, 제4협약, 유엔 고문방지협약을 비준했다. 부시 행정부는 다음과 같은 입장을 취했다. "미국과 이라크 모두 제네바 협약의 당사국이다. 미국은 이 조약들이 '이라크 해방'을 위한 전쟁에서 구속력이 있음을 인정한다."

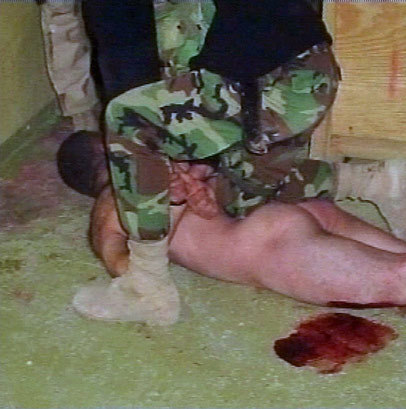
개에게 물린 후의 수감자

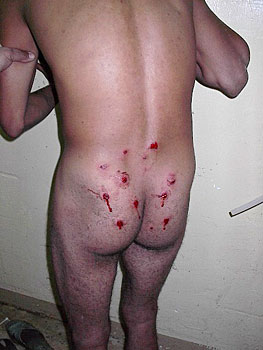
비살상 무기에 의한 것으로 추정되는 부상을 입은 수감자.

고문방지협약은 고문을 다음과 같이 정의한다.
본 협약의 목적상, "고문"이라 함은 공무원이나 공무 수행자가 직접 또는 이러한 자의 교사나 동의나 묵인 하에 어떤 개인이나 제3자로부터 정보나 자백을 얻어내기 위한 목적으로, 개인이나 제3자가 실행하였거나 실행한 혐의가 있는 행위에 대하여 처벌을 하기 위한 목적으로, 개인이나 제3자를 협박하거나 강요할 목적으로, 또는 모든 종류의 차별에 기초한 이유로, 개인에게 고의로 극심한 신체적 또는 정신적 고통을 가하는 행위를 말한다. 합법적 제재조치로부터 초래되거나, 이에 내재하거나 부수되는 고통은 포함되지 아니한다.— 유엔 고문방지협약, (제1조)

휴먼 라이츠 워치의 언급에 따르면
알카에다 포로들은 전쟁포로(POW) 지위를 인정받지 못할 가능성이 높지만, 제네바 협약은 국제적 무력 충돌에서 잡힌 모든 사람들에게 전쟁포로 지위를 부여받지 못하더라도 명시적인 보호를 제공한다. 이러한 보호에는 강압적 심문으로부터의 자유, 형사 범죄로 기소된 경우 공정한 재판을 받을 권리, 그리고 구금된 민간인의 경우 지속적인 구금에 대한 안보상의 근거를 정기적으로 항소할 수 있는 권리가 포함된다.
국제적십자위원회(ICRC)는 2004년 2월 연합군(CF)에 제출한 기밀 보고서에서 이라크에 구금된 포로들과 관련하여 "심각한 위반"을 문서화했다고 결론지었다. ICRC는 "자유를 박탈당한 사람들이 구금 과정 초기 단계에서 고문에 준하는 육체적, 심리적 강압의 과정에 노출될 위험에 처해 있다는 것이 확인되었다"고 덧붙였다. ICRC 보고서에는 여러 가지 주요 위반 사항이 기술되어 있었다. 여기에는 체포와 초기 구금 시 보호 대상자에 대한 잔혹 행위로 때때로 사망이나 중상을 초래한 점, 자유를 박탈당한 사람들의 체포 사실을 가족에게 통지하지 않아 구금자와 그 가족들에게 고통을 준 점, 정보를 얻어내기 위한 심문 과정에서의 육체적 또는 심리적 강압, 일광이 들지 않는 감방에서의 장기 독방 감금, 구금 기간 중 사망이나 부상을 초래한 자유를 박탈당한 사람들에 대한 과도하고 불균형한 무력 사용 등이 포함되었다.
일부 법률 전문가들은 미국이 일부 군인들을 전쟁 범죄로 재판해야 할 의무가 있을 수 있다고 말했다. 제네바 제3, 제4협약에 따르면 전쟁포로와 전시 구금된 민간인들은 굴욕적인 대우를 받아서는 안 되며, 이 조항의 위반은 "중대한 위반"에 해당한다. 2003년 11월 5일 이라크 교도소에 관한 보고서에서 육군 헌병총감 도널드 J. 라이더 소장은 포로들이 구금된 조건이 때때로 제네바 협약을 위반했다고 밝혔다.

### 유엔 결의안 1546
2005년 12월, 유엔 이라크지원단(UNAMI)의 인권 책임자 존 페이스는 미군이 이라크인 포로들을 아부그라이브와 같은 이라크 시설에 구금하는 관행을 비판했다. 페이스는 이러한 관행이 미국 정부가 이라크 지속 점령의 법적 근거로 주장하는 유엔 결의안 1546에 의해 위임된 것이 아니라고 말했다. 페이스는 "법무부가 구금하고 있는 사람들을 제외한 모든 사람들은 기술적으로 볼 때 불법적으로 구금되어 있다. 법무부만이 법적으로 누군가를 구금하고 교도소에 수감할 권한을 부여받은 유일한 기관이기 때문이다. 본질적으로 이들 중 누구도 보호를 받을 실질적인 수단이 없으며, 따라서 우리는 이 나라에서 개인 보호가 완전히 붕괴되었다고 말하는 것이다"라고 말했다.

### 고문 메모
앨버토 곤잘러스와 다른 고위 행정부 법률가들은 관타나모만 구금 시설과 기타 유사 교도소의 수감자들을 "불법 전투원"으로 간주해야 하며 제네바 협약의 보호를 받지 못한다고 주장했다. 이러한 의견들은 2002년 8월 미국 법무부 법률자문국(OLC)이 발행한 여러 건의 메모, 즉 오늘날 "고문 메모"로 알려진 문서들에 담겨 있다. 이 메모들은 OLC의 존 유 법무차관보가 작성했으며, 그중 세 건 중 두 건은 그의 상관인 제이 S. 비비가 서명했다. (비비는 2003년 3월 21일부터 연방 판사로 임명되었다.) 추가 메모는 비비의 사임 이후이자 미국의 이라크 침공 직전인 2003년 3월 14일에 발행되었다. 유는 이 메모에서 고문 사용을 금지하는 연방법이 해외에서의 미국의 관행에는 적용되지 않는다고 결론지었다. 곤살레스는 제네바 협약의 적용을 거부함으로써 "전쟁범죄법에 따른 국내 형사 기소의 위협을 실질적으로 줄일 수 있다"고 관찰했다. 엘리자베스 홀츠먼 하원의원은 곤살레스의 발언이 미국 관리들의 행위가 전쟁 범죄로 간주될 수 없도록 정책이 만들어졌음을 시사한다고 썼다.

### 기타 법적 절차
햄단 대 럼스펠드 사건(2006년)에서 미국 대법원은 제네바 협약의 공통 제3조가 테러와의 전쟁에서 모든 구금자들에게 적용된다고 판결했다. 법원은 이러한 용의자들을 재판하는 데 사용된 군사법원이 미국법과 국제법을 위반했다고 말했다. 대통령이 일방적으로 그러한 법원을 설립할 수 없으며, 의회가 구금자들이 그들을 고발한 사람들과 대면하고 그들의 구금에 이의를 제기할 수 있는 수단을 승인해야 한다고 말했다. 법원의 판결 당시 미국은 테러와의 전쟁에서 폭력적 비국가 행위자들을 상대로 인정된 영토 정부들(이슬람 아프가니스탄 공화국과 이라크 연방정부 포함)과 협력하여 싸웠기 때문에, 공통 제2조가 아닌 공통 제3조가 미국에 구속력을 가졌다.
2011년 6월 27일, 미 대법원은 250명의 이라크인 집단이 아부그라이브의 두 민간 계약업체인 CACI 인터내셔널과 타이탄(현재 L-3 커뮤니케이션즈의 자회사)을 상대로 심문관과 통역사들의 학대 혐의로 제기한 소송의 항소심 심리를 거부했다. 하급 법원들은 이 회사들이 정부 계약자로서의 지위에 근거해 전장 선점 원칙에 따라 파생적 주권 면제를 가진다는 이유로 소송을 기각했다.

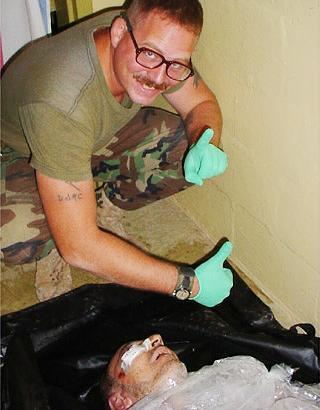
CIA 요원들에 의해 고문으로 사망한 마나델 알-자마디의 시신 위에서 포즈를 취한 찰스 그레이너.

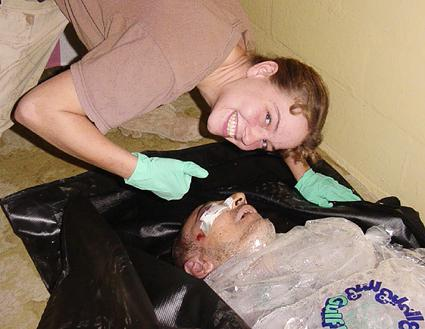
CIA 요원들에 의해 고문으로 사망한 마나델 알-자마디의 시신 위에서 포즈를 취한 사브리나 하먼.

2006년 11월 14일, 지휘 책임에 따른 수감자 학대 연루 혐의로 도널드 럼즈펠드, 앨버토 곤잘러스, 존 유, 조지 테닛 등을 상대로 보편관할권을 원용한 법적 절차가 독일에서 시작되었다. 2007년 4월 27일, 모니카 하름스 독일 연방검찰총장은 혐의가 적용되지 않는다며 럼스펠드와 다른 11명의 미국 관리들에 대한 기소를 진행하지 않을 것이라고 발표했는데, 이는 부분적으로 해당 행위가 독일 영토에서 발생했다는 증거가 불충분하고 피고인들이 독일에 거주하지 않았기 때문이었다.
2011년 6월, 미국 법무부는 수감자를 사망에 이르게 한 CIA의 고문에 대한 대배심 수사를 개시한다고 발표했다.
2014년 6월, 버지니아주 리치먼드의 미국 항소법원은 외국인불법행위법으로 알려진 18세기 법률이 비미국 시민들에게 "국제법이나 미국의 조약" 위반에 대해 미국 법원에 접근할 수 있는 권한을 부여한다고 판결했다. 이로써 학대받은 이라크인들이 계약업체 CACI 인터내셔널을 상대로 소송을 제기할 수 있게 되었다. CACI 인터내셔널의 직원들은 4명의 이라크인들이 교도소에 있는 동안 "테이저건으로 머리를 반복적으로 맞았고", "막대기로 성기를 구타당했으며", "여성 수감자의 강간을 목격하도록 강요당했다"고 주장하면서 고문과 학대를 조장하고 참여한 혐의를 받고 있다.
2024년 4월 현재, 버지니아주 알렉산드리아의 연방 민사 배심원단은 아부그라이브에서 세 명의 이라크 시민을 고문한 직원들에 대해 CACI의 책임 여부를 심의하고 있었다. 배심원 과반수가 CACI가 책임을 져야 한다고 믿었으나 배심원단이 평결에 실패했고, 두 번째 재판이 10월 30일에 시작되었다. 2024년 11월 12일, 연방법원은 CACI 프리미어 테크놀로지가 고문에 연루된 책임이 있다고 판단하고 세 명의 원고 각각에게 300만 달러의 보상적 손해배상금과 1,100만 달러의 징벌적 손해배상금을 지급하도록 명령하여 총 4,200만 달러를 지급하도록 했다. 법원은 CACI 직원들이 인권 침해에 직접 가담하지는 않았지만, 심문관들이 군 경찰에게 수감자들을 학대하여 심문을 위해 "길들이라"고 지시했다고 결론지었다.

### 2006년 군사위원회법
비판가들은 2006년 군사위원회법이 전쟁범죄법을 소급하여 재작성함으로써 테러와의 전쟁에서 저지른 범죄에 대한 사면법이라고 간주한다. 이 법은 외국인 구금자들의 인신보호권을 폐지하여 실질적으로 구금자들이 자신들에게 저질러진 범죄에 이의를 제기하는 것을 불가능하게 만들었다.

## 후속 전개
2007년 10월 29일, 2005년부터 2006년까지 이라크 아부그라이브에 주둔했던 한 군인의 회고록이 출간되었다. 《고문 중심지》(Torture Central)라는 제목의 이 책은 학대 사진이 공개된 후 1년이 넘게 아부그라이브에서 계속된 고문을 포함하여 언론에 보도되지 않았던 많은 사건들을 기록했다.

2010년, 마지막 교도소들이 이라크 정부의 운영으로 넘겨졌다. AP통신 기사는 다음과 같이 전했다.
아부그라이브에도 불구하고(아니면 아마도 그 여파로 인한 개혁 때문에) 수감자들은 최근 이라크 교도소보다 미군 구금 시설에서 훨씬 더 나은 대우를 받는다고 말했다.
2010년 9월, 국제앰네스티는 《새로운 질서, 같은 학대: 이라크의 불법 구금과 고문》(New Order, Same Abuses; Unlawful Detentions and Torture in Iraq)이라는 제목의 보고서에서 미국 구금 제도 출신자들을 포함해 최대 3만 명의 수감자들이 여전히 이라크에서 권리 없이 구금되어 있으며 자주 고문이나 학대를 당하고 있다고 경고했다. 더욱이 이 보고서는 구금 제도가 사담 후세인 정권 이후로 발전하지 않았다고 설명하면서, 자의적 체포와 비밀 구금이 일반적이고 군대 전체에 책임성이 결여된 가운데 인권 침해가 만연했다고 묘사했다. 국제앰네스티의 중동·북아프리카 담당 이사 말콤 스마트는 다음과 같이 말했다: "이라크 보안군은 체계적으로 구금자들의 권리를 침해해 왔고 이를 허용받았다. 구금자 권리에 관해 스스로도 좋지 않은 기록을 가진 미국 당국은 이제 미군이 구금했던 수천 명의 사람들을 이러한 불법, 폭력, 학대의 목록에 직면하도록 넘겨주면서 그들의 인권에 대한 모든 책임을 포기했다."
2010년 10월 22일, 고문, 약식 처형, 전쟁 범죄를 상세히 기록한 약 40만 건의 비밀 미육군 현장 보고서와 전쟁 일지가 내부고발 웹사이트 위키리크스를 통해 영국 신문 《가디언》과 여러 국제 언론사에 전달되었다. 이 일지들은 특히 미국 당국이 이라크 경찰과 군인들의 수백 건의 학대, 고문, 강간, 심지어 살인 보고에 대한 조사를 하지 않았다는 사실을 상세히 기록했는데, 이들의 행위는 체계적이었고 일반적으로 처벌되지 않았으며, 미군은 아부그라이브 스캔들 이후에도 수년간 수감자들을 학대했다.
2013년, AP통신은 버지니아주 샨틸리의 엔질리티 홀딩스가 2003년부터 2007년 사이에 아부그라이브와 다른 미군 운영 구금 시설에 수감되었던 71명의 전 수감자들에게 528만 달러의 합의금을 지급했다고 보도했다. 이 합의는 수감자들이 겪은 학대에 대한 배상을 받아내는 데 성공한 첫 시도였다.
2014년, 이라크 정부는 ISIL이 시설을 장악할 것이라는 우려 때문에 아부그라이브 교도소를 무기한 폐쇄했다.
2024년 11월, 20년이 넘는 시간이 지난 후, 배심원단이 CACI가 군 경찰과 공모하여 수감자들에게 학대를 가했다고 판단함에 따라 아부그라이브 교도소의 전 수감자 3명에게 4,200만 달러가 배상금으로 지급되었다.

## 예술계의 조명

### 미술
- 2004년 뉴욕 국제사진센터와 피츠버그의 앤디 워홀 미술관은 사진전 "불편한 증거"(Inconvenient Evidence)를 개최했다.[188]
- 화가 페르난도 보테로는 고문 스캔들을 도발적으로 다루었으며, 이는 논란의 대상이 되었다.[189][190][191][192][193]
- 로마의 트라스테베레 박물관은 2007년 "아부그라이브. 권력의 남용"(Abu Ghraib. Abuse of Power) 전시회에서 수전 크라일의 작품들을 선보였다.[194]
- 다니엘 헤이먼은 2007년 프로비던스의 브라운 대학교에서 열린 "시작하기 어려워 죄송합니다"(I am Sorry It is Difficult to Start) 전시회에서 아부그라이브 피해자들의 초상화를 전시했다.[195]
- 2022년 베를린 비엔날레에서는 함부르거 반호프 미술관의 리크할렌에 프랑스 예술가 장-자크 르벨이 사진으로 구성한 공포의 미로가 논란을 일으켰으며, 예술가들의 항의 서한이 제출되었다.[196][197][198][199]

### 영화
- 터키 극영화 《늑대들의 계곡 이라크》는 아부그라이브의 고문 장면을 묘사했다.
- 에롤 모리스의 다큐멘터리 《표준 작전 절차》(Standard Operating Procedure)는 사진들 이면의 이야기를 인상적으로 조명하며 가해자들의 목소리를 담았다.
- 로리 케네디가 연출한 2007년 다큐멘터리 《아부그라이브의 유령들》(Ghosts of Abu Ghraib)은 피해자와 가해자 모두의 목소리를 담았으며, 밀그램 실험과 비교를 시도했다.
- 알폰소 쿠아론의 2006년 영화 《칠드런 오브 맨》에는 이 스캔들의 사진들이 등장한다.
- 2014년 루크 모란이 연출한 전쟁 영화 《아부그라이브의 소년들》(Boys of Abu Ghraib)
- 2021년 폴 슈레이더 감독의 극영화 《카드카운터》에서는 오스카 아이작이 연기한 주인공 윌리엄 텔과 윌럼 더포가 연기한 존 고르도 소령이 과거 아부그라이브에서 고문에 가담했던 것으로 나온다.

## 같이 보기
- 하디타 학살 사건

## 더 읽어보기
- Tucker, Bruce and Sia Triantafyllos (2008). “Lynndie England, Abu Ghraib, and the New Imperialism”. 《Canadian Review of American Studies》 38 (1): 83–100. doi:10.3138/cras.38.1.83.
- Clemens, Michael (2010). 《The Secrets of Abu Ghraib Revealed: American Soldiers on Trial》. Potomac Books. ISBN 978-1-59797-441-7. 2011년 10월 1일에 원본 문서에서 보존된 문서. 2010년 5월 31일에 확인함.
- Zimbardo, Philip (2007). 《The Lucifer effect: How good people turn evil》. Rider. ISBN 978-1-84604-103-7. 2008년 12월 19일에 원본 문서에서 보존된 문서. 2009년 1월 11일에 확인함.
- Meštrović, Stjepan (2016년 1월 8일). 《The Trials of Abu Ghraib: An Expert Witness Account of Shame and Honor》. Routledge. ISBN 9781317250111.
- Markovitz, Jonathan (June 2011). 〈New Media and Abu Ghraib〉. 《Racial Spectacles: Explorations in Media, Race, and Justice》. Taylor & Francis. ISBN 9781136911262.
- U.S. government documents related to Abu Ghraib 보관됨 2013-03-10 - 웨이백 머신
- Zimbardo, Philip (2005년 1월 19일). 《You can't be a sweet cucumber in a vinegar barrel》. (인터뷰). 'When you put that set of horrendous work conditions and external factors together, it creates an evil barrel,' writes the eminent situationist psychologist Philip Zimbardo, known for his famous Stanford Prison Experiment in the early 70s.
- Moise, Edwin. “Bibliography: Iraq Wars: Prisons and Prisoner Abuse” – clemson.edu 경유.
- Gourevitch, Philip; Errol Morris (2008). 《The Ballad of Abu Ghraib》. Penguin Books. ISBN 978-0-14-311539-7.
- Hersh, Seymour M. (2004). 《Chain of Command: The Road from 9/11 to Abu Ghraib》. New York: Harper Collins. ISBN 0-06-019591-6.
- Master Sergeant Michael Clemens, Special Investigator (2010). 《The Secrets of Abu Ghraib Revealed: American Soldiers on Trial》. Dulles, Virginia: Potomac Books. ISBN 978-1-59797-441-7.
- McChrystal, Stanley A. (2013). 《My share of the task: A memoir》. Penguin. ISBN 978-1-59184-475-4.
- Greenberg, Karen J.; Dretel, Joshua L. (2005). 《The Torture Papers: The Road to Abu Ghraib》. Cambridge University Press. ISBN 9780521853248.